# FC Schadewijk
FC Schadewijk is een op 1 mei 1980 opgerichte amateurvoetbalvereniging uit Oss, Noord-Brabant, Nederland. De thuiswedstrijden worden op Sportpark De Neervelden in het stadsdeel Schadewijk gespeeld. Het sportpark telt standaard twee velden. Naast de kantine en kleedkamers beschikt de club over een fysio-praktijkruimte, bestuurskamer en jeugdhonk.

## Geschiedenis
In 1980 is de club FC Schadewijk opgericht door Piet Megens, Grijs Brands en Giel van Orsouw. De club speelde in de eerste jaren met een jeugdteam en drie seniorenelftallen. De eerste wedstrijden werden gespeeld op een veld aan de Waterlaat / Scheldestraat. In het tweede seizoen na oprichting werd het eerste kampioen. Toenmalige voorzitter was Timmermans. In het seizoen 1985/86 werd de club opnieuw kampioen en werd promotie naar de 4e klasse afgedwongen. Het was clubtopscorer Leon Danen die met een strafschop voor de uiteindelijke zege op Odiliapeel en dus promotie tekende.

### Mindere periode
Rond het nieuwe millennium was de club vanuit de 4e klasse weggezakt naar de 6e klasse en stond het in de laagst mogelijke klasse.
Uiteindelijk bleef de club, met uitzondering van 2004 hangen in de 5e klasse.

### Recentelijke periode
Vanaf 2008 speelt de club onafgebroken in de 4e klasse met wisselvallige prestaties. Het is echter in 2016 dat de club een serieuze greep naar het kampioenschap doet. Dit lukt vooralsnog niet en de club eindigde op de 2e plek in de 4e klasse. Promotie werd niet behaald. Hetzelfde scenario speelde zich in 2017 af, met hetzelfde resultaat. 2e zonder promotie. Uiteindelijk lukt het wel in het seizoen 2017/2018, FC Schadewijk 1 wordt kampioen in de 4 klasse en promoveert naar de 3e klasse.
In het eerste jaar in de 3e klasse eindigde het eerste op de 6e plek.

## Standaardelftal
Het standaardelftal komt in het seizoen 2022/23 uit in de Derde klasse van het KNVB-district Zuid-II, in 2016/17 was het ingedeeld in zondag 4F van Zuid-I. Trainer is Gaby Kuipers en assistent trainer is Dicky van den Akker.

### Competitieresultaten 1987–2019
| 3 4A |

| 5 4A |

| 4 4A |

| 8 4A |

| 7 4A |

| 5 4A |

| 6 4A |

| 9 4A |

| 10 4A |

| 12 4A |

| 12 5G |

|  |

| 3 6G |

| 6 6G |

| 2 6I |

| 3 5H |

| 4 5H |

| 11 4H |

| 9 5H |

| 5 5H |

| 2 5H |

| 6 4H |

| 6 4H |

| 6 4H |

| 10 4H |

| 5 4H |

| 8 4H |

| 9 4H |

| 6 4H |

| 2 4H |

| 2 4F |

| 1 4H |

| 6 3D |

| - 3D |

| Derde klasse | Vierde klasse | Vijfde klasse | Zesde klasse |

In elke staaf van de grafiek staat van boven naar beneden vermeld: 
- Eindnotering

Dit is de positie die de club heeft bereikt in de competitie, zonder eventuele beslissings-, play-off- of nacompetitiewedstrijden die nodig zijn geweest om bijvoorbeeld de kampioen van de competitie te bepalen.
Indien een * achter het getal staat is de notering een tussenstand en kan het zijn dat de notering niet overeenkomt met de uiteindelijke eindstand van de competitie.
Staat er een - dan is het seizoen nog bezig en is er geen definitieve uitslag bekend.
Staat er xx op de positie van de notering, dan heeft de club vroegtijdig de competitie verlaten. Dit kan onder andere komen door terugtrekking van het team, faillissement van de club of door een uitgedeelde straf van de KNVB. In veel gevallen staat elders in het artikel de reden vermeld.
Staat er een ? dan is het resultaat uit het verleden onbekend, en is alleen de competitie of het niveau bekend van dat seizoen.
In de seizoenen 2019/20 en 2020/21 werd wegens de coronacrisis het amateurvoetbal afgebroken. Daardoor kennen deze staven geen eindklassering (middels -- weergegeven).
- Competitieniveau en afdelingsletter of Officiële eindstand Eredivisie
  - Competitieniveau en afdelingsletter

Hierbij geeft het getal het niveau weer, dat ook terug te vinden is in de legenda. De letter is de afdelingsaanduiding en wordt gebruikt wanneer er meer afdelingen zijn op hetzelfde niveau. De afdelingsletter is altijd een hoofdletter en wordt meestal zonder nummer gebruikt.
Voorbeeld: 2F is niveau 2e klasse competitie F.
Het competitieniveau en nummer wordt niet vermeld wanneer er slechts één competitie van dit niveau was.
  - Officiële eindstand Eredivisie (getal staat tussen haakjes vermeld)

Sinds de introductie van play-offwedstrijden voor Europees voetbal na afloop van de reguliere competitie in 2005/06, is de KNVB verplicht een eindstand van de Eredivisie door te geven aan de UEFA aan de hand van deze play-offwedstrijden.
Bij deze eindstand staan clubs die zich hebben gekwalificeerd voor Europees voetbal hoger dan clubs die zich niet wisten te kwalificeren. Indien er geen verschil was tussen de eindnotering en de officiële eindstand, staat dit getal niet vermeld.

- Onderafdeling

Hier staat afgekort de naam van de onderafdeling indien de club in dat jaar in een onderafdeling uitkwam. Tevens staat deze afkorting in de legenda en wordt gelinkt naar het artikel over deze onderafdeling. Deze afkorting wordt alleen vermeld wanneer de club in het verleden in verschillende onderafdelingen heeft gespeeld. Deze vermelding is in de staaf altijd in kleine letters. Deze onderafdelingen zijn na het seizoen 1995/96 afgeschaft. Heeft de club in slechts één onderafdeling gespeeld, dan is dit alleen terug te vinden in de legenda.
Onder de staaf staat het jaartal vermeld waarin het seizoen is afgesloten. 15 verwijst naar het seizoen 2014/15 of eventueel het seizoen 1914/15.
Wanneer een staaf leeg is, zijn deze gegevens niet bekend. Het kan ook zijn dat de club dat seizoen niet heeft meegespeeld op het hogere amateurniveau, vroegtijdig de competitie heeft verlaten of uit de competitie is gezet.

In het seizoen 1944/45 was er wegens de Tweede Wereldoorlog geen regulier competitievoetbal.

## Lagere elftallen en leden
FC Schadewijk heeft naast het eerste elftal 5 lagere elftallen aangemeld in het seizoen 2019/2020. Het aantal leden dat zich voor de club inzet, zowel als vrijwilligers alsook als spelers ligt rond de 100. Hiermee is het een van de kleinere clubs van Oss.

## Nieuw logo en website
Met ingang van het seizoen 2019 is een nieuw logo gepresenteerd. Dit ter ere van het 40-jarig jubileum aan het einde van het lopende seizoen 2019/2020. Daarnaast is ook de website vernieuwd waardoor de uitstraling van de club in zijn algeheel veranderd is. De primaire clubkleuren blijven onveranderd groen en wit, waarbij echter zwart een grotere rol speelt.

## Bekende (ex-)spelers
- Bart van Hintum
- Cihat Çelik

Berghem Sport · RKSV Cito · RKVV DESO · Herpinia · RKSV Margriet · Maaskantse Boys · MOSA '14 · NLC '03 · VV Nooit Gedacht · OKSV · SV OSS '20 · VV Ravenstein · SV Ruwaard · RKVV SBV Haren · FC Schadewijk · SDDL · SV TOP · TOP Oss · Ulysses 

Voormalig: VV Macharen · OVC '63